# نبی چودوری
نبی چودوری (بنگالی: নুরুন্নবী চৌধুরী؛ ۱۹۳۴ –  ژانویه ۲۰۰۳) بازیکن فوتبال اهل پاکستان بود.
وی همچنین در تیم‌های ملی فوتبال پاکستان بازی کرده است.